# Grupos Armados Españoles
Los Grupos Armados Españoles (GAE) fueron una organización paramilitar de extrema derecha que actuó en el País Vasco, España, entre 1979 y 1980, durante la Transición democrática española. Un informe de la Oficina de Víctimas del Terrorismo del Gobierno vasco de 2010 le atribuye 6 asesinatos, del total de 66 víctimas del terrorismo de extrema derecha desarrollado entre 1975 y 1990 y presuntamente vinculado a los aparatos represivos de España.

## Presunta vinculación con los aparatos represivos del Estado español
En el informe de la Oficina de Víctimas del Terrorismo del Gobierno vasco de 2010 se dice que los Grupos Armados Españoles, el Batallón Vasco Español y la Triple A (Alianza Apostólica Anticomunista), eran grupos bien organizados de extrema derecha «que actuaban con un importante nivel de tolerancia, cuando no de complicidad con importantes sectores de los aparatos policiales de la época», aunque reconoce que «la escasa y deficiente investigación policial de una parte muy importante de estas acciones violentas impide el esclarecimiento de un dato de especial relevancia, cual es el grado de complicidad, colaboración o inhibición que pudo existir por parte de determinadas instancias policiales con dichos actos criminales». El informe añade a continuación que «los antes citados sectores políticos de extrema derecha y elementos vinculados a los aparatos de unas fuerzas de seguridad del Estado aún pendientes de democratizar y con una incuestionable motivación política sembraron el terror en determinados sectores sociopolíticos vascos, normalmente vinculados a la izquierda, y sobre todo al nacionalismo vasco, mediante actuaciones violentas que provocaron importantes daños materiales y personales, llegando al asesinato». Por último, el informe advierte que de los 74 actos terroristas atribuidos a estos grupos —que causaron 66 víctimas mortales— solo en 33 se abrieron diligencias judiciales, de los que solo 17 acabaron con una sentencia firme.

## Asesinatos atribuidos o reivindicados por los GAE
- Tomás Alba Irazusta, concejal independiente de Herri Batasuna en el ayuntamiento de San Sebastián, asesinado el 28 de septiembre de 1979 en Astigarraga (Guipúzcoa).

- Carlos Saldise Corta, miembro de Gestoras Pro Amnistía, asesinado el 15 de enero de 1980 en Lezo (Guipúzcoa).

- Liborio Arana Gómez, Pacífico Fika Zuloaga, María Paz Armiño y Manuel Santacoloma Velasco, asesinados el 20 de enero de 1980 al hacer explosión una bomba en la puerta del bar Aldama, de Alonsótegui, barrio de Baracaldo (Vizcaya).[2] El artefacto compuesto por seis kilos de Goma 2 estalló a la una de la madrugada. El bar estaba regentado por un matrimonio, ambos militantes del PNV. Según el hijo de una de las víctimas, ertzaina, «aquella bomba, con un dispositivo de relojería, se colocó con una intención muy perversa. Sus autores sabían que iba a haber una matanza porque la colocaron un domingo de madrugada, cuando el bar solía estar lleno. Era un bar al que acudía mucha gente del pueblo, muchos de ellos nacionalistas. Los autores fueron grupos parapoliciales». Al día siguiente los GAE reivindicaron el atentado mediante el siguiente comunicado: «Por cada miembro de las FOP o Guardia Civil caerán cuatro componentes de la izquierda abertzale». El policía encargado de la investigación fue José Amedo, que años más tarde sería condenado por pertenecer a los GAL. No hubo ningún detenido (y ninguno de los testigos fue llamado a declarar) y el caso fue sobreseído en mayo de 1981.[1]